# صفات الله العليا
صفات الله الحسنى
في القرآن:
﴿اللَّهُ نُورُ السَّمَاوَاتِ وَالْأَرْضِ مَثَلُ نُورِهِ كَمِشْكَاةٍ فِيهَا مِصْبَاحٌ الْمِصْبَاحُ فِي زُجَاجَةٍ الزُّجَاجَةُ كَأَنَّهَا كَوْكَبٌ دُرِّيٌّ يُوقَدُ مِنْ شَجَرَةٍ مُبَارَكَةٍ زَيْتُونَةٍ لَا شَرْقِيَّةٍ وَلَا غَرْبِيَّةٍ يَكَادُ زَيْتُهَا يُضِيءُ وَلَوْ لَمْ تَمْسَسْهُ نَارٌ نُورٌ عَلَى نُورٍ يَهْدِي اللَّهُ لِنُورِهِ مَنْ يَشَاءُ وَيَضْرِبُ اللَّهُ الْأَمْثَالَ لِلنَّاسِ وَاللَّهُ بِكُلِّ شَيْءٍ عَلِيمٌ ۝٣٥﴾
﴿فَاطِرُ السَّمَاوَاتِ وَالْأَرْضِ جَعَلَ لَكُمْ مِنْ أَنْفُسِكُمْ أَزْوَاجًا وَمِنَ الْأَنْعَامِ أَزْوَاجًا يَذْرَؤُكُمْ فِيهِ لَيْسَ كَمِثْلِهِ شَيْءٌ وَهُوَ السَّمِيعُ الْبَصِيرُ ۝١١﴾ 
﴿رَبُّ السَّمَاوَاتِ وَالْأَرْضِ وَمَا بَيْنَهُمَا فَاعْبُدْهُ وَاصْطَبِرْ لِعِبَادَتِهِ هَلْ تَعْلَمُ لَهُ سَمِيًّا ۝٦٥﴾ 
﴿وَلَمْ يَكُنْ لَهُ كُفُوًا أَحَدٌ ۝٤﴾ 
﴿أَلَمْ تَرَ أَنَّ اللَّهَ يَسْجُدُ لَهُ مَنْ فِي السَّمَاوَاتِ وَمَنْ فِي الْأَرْضِ وَالشَّمْسُ وَالْقَمَرُ وَالنُّجُومُ وَالْجِبَالُ وَالشَّجَرُ وَالدَّوَابُّ وَكَثِيرٌ مِنَ النَّاسِ وَكَثِيرٌ حَقَّ عَلَيْهِ الْعَذَابُ وَمَنْ يُهِنِ اللَّهُ فَمَا لَهُ مِنْ مُكْرِمٍ إِنَّ اللَّهَ يَفْعَلُ مَا يَشَاءُ ۝١٨﴾ 

## لغويا
قال الله في كتابه على لسان نبيه محمد﴿فَاطِرُ السَّمَاوَاتِ وَالْأَرْضِ جَعَلَ لَكُمْ مِنْ أَنْفُسِكُمْ أَزْوَاجًا وَمِنَ الْأَنْعَامِ أَزْوَاجًا يَذْرَؤُكُمْ فِيهِ لَيْسَ كَمِثْلِهِ شَيْءٌ وَهُوَ السَّمِيعُ الْبَصِيرُ ۝١١﴾ [الشورى:11]
- صُّفَّةُ

الصُّفَّةُ: الظُّلَّةُ، و_ البَهْو الواسع العالي السَّقف، و_ مكان مظلَّل في مسجد المدينة كان يأوى إليه فقراءُ المهاجرين_ ويرعاهم الرسول، وهم أصحاب الصُّفَّة.
- صَّفة

الصَّفة: الحالة التي يكون عليها، الشيءُ من حِلْيته ونعْتِه: كالسَّواد والبياض، والعلم والجهل، و_ (عند النحويين): النَّعتُ، واسمُ الفاعل، واسمُ المفعول، والصفةُ المشبهة، واسمُ التفضيل أيضًا.
- صُفَّة

جمع صُفَّات وصُفَف: ظُلَّة، سقيفة، موضِعٌ مُظَلَّلّ «جلسنا تحت الصُّفَّة».
صفَّة البيت/ صفَّة المسجد: مقعد بالقرب منه مُظَلّل.
أهل الصُّفَّة: جماعة من فقراء المهاجرين كانوا يقيمون في مكان مظلَّل في مسجد المدينة المنوَّرة ويرعاهم الرَّسول صلّى الله عليه وسلّم.
صِفَة
1. مصدر وصَفَ.
2. حالة يكون عليها الإنسانُ أو الشَّيء كالجمال أو السَّواد أو العِلْم أو الجهل.
3. علامة يُعرف بها الموصوف «له صفة الكرم».
4. حالة اجتماعيّة أو قانونيّة تجعل المرءَ يتدخّل في أمر أو قضيَّة أو نحوهما «أشرف على الاجتماع بصفته مديرًا، - حضر بصفة رسميَّة، - دافع عنه بصفته صديقًا له»، بصفة استشاريَّة، - بصفة خاصّة: لا سيَّما، - بصفته صديق: على اعتباره.
5. (النحو والصرف) نعت؛ تابع يكمل متبوعه، أو سببيّ المتبوع.

الصِّفة المُشبَّهة باسم الفاعل: (النحو والصرف) وصف مشتقّ من المصدر أو الفعل اللاَّزم، اتّصفت به ذات اتِّصافًا ثابتًا في الماضي والحاضر، وهي من الثُّلاثي سماعيَّة، مثل: حَسَن، كريم، وإذا دلّت على لون أو عَيْب أو حِلْية فهي على وزن أفعل، ومن غير الثُّلاثي على وزن اسم الفاعل من الفعل اللاَّزم الزَّائد على ثلاثة أحرف، مثل: مُسْتقرّ.
الصِّفة الغالبة: (الأحياء) صفة تسود الصِّفة المضادَّة لها كالأسود يسود الأبيض.

## صفات الله الحسنى
﴿فَاطِرُ السَّمَاوَاتِ وَالْأَرْضِ جَعَلَ لَكُمْ مِنْ أَنْفُسِكُمْ أَزْوَاجًا وَمِنَ الْأَنْعَامِ أَزْوَاجًا يَذْرَؤُكُمْ فِيهِ لَيْسَ كَمِثْلِهِ شَيْءٌ وَهُوَ السَّمِيعُ الْبَصِيرُ ۝١١﴾ [الشورى:11] هو سبحانه لَيْسَ كَمِثْلِهِ شَيْءٌ فَاطِرُ السَّمَأوَاتِ وَالْأَرْضِ جَعَلَ لَكُم مِّنْ أَنفُسِكُمْ أَزْوَاجاً وَمِنَ الْأَنْعَامِ أَزْوَاجاً يَذْرَؤُكُمْ فِيهِ لَيْسَ كَمِثْلِهِ شَيْءٌ وَهُوَ السَّمِيعُ البَصِيرُ (الشورى: 11)
1 ـ التحرير والتنوير للطاهر ابن عاشورجاء في صفحة رقم: 3850 عند تفسير قوله تعالى:
فَاطِرُ السَّمَأوَاتِ وَالْأَرْضِ جَعَلَ لَكُم مِّنْ أَنفُسِكُمْ أَزْوَاجاً وَمِنَ الْأَنْعَامِ أَزْوَاجاً يَذْرَؤُكُمْ فِيهِ لَيْسَ كَمِثْلِهِ شَيْءٌ وَهُوَ السَّمِيعُ البَصِيرُ (الشورى: 11). (خبر ثالث أو رابع عن الضمير في قوله) وهو على كل شيء قدير. (وموقع هذه الجملة كالنتيجة للدليل فإنه لما قدم ما هو نعم عظيمة تبين أن الله لا يماثله شيء من الأشياء في تدبيره وإنعامه.
ومعنى (لَيْسَ كَمِثْلِهِ شَيْءٌ) ليس مثله شيء، فأقحمت كاف التشبيه على (مثل) وهي بمعناه لأن معنى المثل هو التشبيه، فتعين أن الكاف مفيدة تأكيدا لمعنى المثل، وهو من التأكيد اللفظي باللفظ المرادف من غير جنسه، وحسنه أن المؤكد اسم فأشبه مدخول كاف التشبيه المخالف لمعنى الكاف فلم يكن فيه الثقل الذي في قول خطام المجاشعي:
وصاليات ككما يؤثفين.. وإذ قد كان المثل واقعا في حيز النفي فالكاف تأكيد لنفيه فكأنه نفي المثل عنه تعالى بجملتين تعليما للمسلمين كيف يبطلون مماثلة الأصنام لله تعالى.
وهذا الوجه هو رأي ثعلب وابن جني والزجاج والراغب وأبي البقاء وابن عطية.
وجعله في الكشاف وجها ثانيا، وقدم قبله أن تكون الكاف غير مزيدة، وأن التقدير: ليس شبيه مثله شيء.
والمراد: ليس شبه ذاته شيء، 
| صفات الله العليا | فأثبت لذاته مثلا ثم نفي عن ذلك المثل أن يكون له مماثل كناية عن نفي المماثل لذات الله، | صفات الله العليا |

 أي بطريق لازم اللازم لأنه إذا نفي المثل عن مثله فقد انتفى المثل عنه إذ لو كان له مثل لما استقام قولك: ليس شيء مثل مثله. وجعله من باب قول العرب: فلان قد أيفعت لداته، أي أيفع هو فكني بإيفاع لداته عن إيفاعه.
وقول رقيقة بنت صيفي في حديث سقيا عبد المطلب ألا وفيهم الطيب الطاهر لداته اه.
أي ويكون معهم الطيب الطاهر يعني النبي.
وتبعه على ذلك ابن المنير في الانتصاف.
وبعض العلماء يقول: هو كقولك ليس لأخي زيد أخ، تريد نفي أن يكون لزيد أخ لأنه لو كان لزيد أخ لكان زيد أخا لأخيه فلما نفيت أن يكون لأخيه أخ فقد نفيت أن يكون لزيد أخ، ولا ينبغي التعويل على هذا لما في ذلك من التكلف والإبهام وكلاهما مما ينبو عنه المقام.
وقد شمل نفي المماثلة إبطال ما نسبوا لله البنات وهو مناسبة وقوعه عقب قوله (جَعَلَ لَكُم مِّنْ أَنفُسِكُمْ أَزْوَاجاً) الآية.
وحديث سقيا عبد المطلب، أي خبر استسقائه لقريش أن رقيقة بنت أبي صيفي قالت: تتابعت على قريش سنون أقحلت الضرع وأدقت العظم، فبينا أنا نائمة إذا هاتف يهتف: يامعشر قريش إن هذا النبي المبعوث منكم قد أظلتكم أيامه ألا فانظروا رجلا منكم وسيطا عظاما جساما أبيض أوطف الأهداب سهل الخدين أشم العرين فليخلص هو وولده، ألا وفيهم الطيب الطاهر لداته وليهبط إليه من كل بطن رجل فليشنوا من الماء وليمسوا من الطيب ثم ليرتقوا أبا قبيس فليستسق الرجل وليؤمنوا فعثتم ما شئتم إلخ.
قالوا: وكان معهم النبي وهو يومئذ غلام.
واعلم أن هذه الآية نفت أن يكون الشيء من الموجودات مثلا لله تعالى. والمثل يحمل عند إطلاقه على أكمل أفراده، قال فخر الدين المثلان: هما اللذان يقوم كل واحد منهما مقام الآخر في حقيقته وماهيته. فلا يسمى مثلا حقا إلا المماثل في الحقيقة والماهية وأجزائها ولوازمها دون العوارض، فالآية نفت أن يكون شيء من الموجودات مماثلا لله تعالى في صفات ذاته لأن ذات الله لا يماثلها ذوات المخلوقات، ويلزم من ذلك أن كل ما ثبت للمخلوقات في محسوس ذواتها فهو منتف عن ذات الله.
وبذلك كانت هذه الآية أصلا في تنزيه الله عن الجوارح والحواس والأعضاء عند أهل التأويل والذين أثبتوا لله تعالى ما ورد في القرآن مما نسميه بالمتشابه فإنما أثبتوه مع التنزيه عن ظاهره إذ لا خلاف في إعمال قوله (لَيْسَ كَمِثْلِهِ شَيْءٌ) وأنه لا شبيه له ولا نظير له.
وإذ قد اتفقنا على هذا الأصل لم يبق خلاف في تأويل النصوص الموهمة التشبيه، إلا أن تأويل سلفنا كان تأويلا جمليا، وتأويل خلفهم كان تأويلا تفصيليا كتأويلهم اليد بالقدرة، والعين بالعلم، وبسط اليدين بالجود، والوجه بالذات، والنزول بتمثيل حال الإجابة والقبول بحال نزول المرتفع من مكانه الممتنع إلى حيث يكون سائلوه لينيلهم ما سألوه. ولهذا قالوا: طريقة السلف أسلم وطريقة الخلف أعلم.
ولما أفاد قوله (لَيْسَ كَمِثْلِهِ شَيْءٌ) صفات السلوب أعقب بإثبات صفة العلم لله تعالى وهي من الصفات المعنوية وذلك بوصفه بـ (السَّمِيعُ البَصِيرُ) الدالين على تعلق علمه بالموجودات من المسموعات والمبصرات تنبيها على أن نفي مماثلة الأشياء لله تعالى لا يتوهم منه أن الله منزه عن الاتصاف بما اتصفت به المخلوقات من أوصاف الكمال المعنوية كالحياة والعلم ولكن صفات المخلوقات لا تشبه صفاته تعالى في كمالها لأنها في المخلوقات عارضة، وهي واجبة لله تعالى في منتهى الكمال، فكونه تعالى سميعا وبصيرا من جملة الصفات الداخلة تحت ظلال التأويل بالحمل على عموم قوله تعالى (لَيْسَ كَمِثْلِهِ شَيْءٌ) فلم يقتضيا جارحتين.
ولقد كان تعقيب قوله ذلك بهما شبيها بتعقيب المسألة بمثالها.
- تفسير الطبري

القول فـي تأويـل قوله تعالى:
فَاطِرُ السَّمَأوَاتِ وَالْأَرْضِ جَعَلَ لَكُم مِّنْ أَنفُسِكُمْ أَزْوَاجاً وَمِنَ الْأَنْعَامِ أَزْوَاجاً يَذْرَؤُكُمْ فِيهِ لَيْسَ كَمِثْلِهِ شَيْءٌ وَهُوَ السَّمِيعُ البَصِيرُ (الشورى: 11)، وقوله: (لَيْس كَمِثْلِهِ شَيْءٌ) فيه وجهان:
- أحدهما أن يكون معناه: ليس هو كشيء، وأدخل المثل في الكلام توكيداً للكلام إذا اختلف اللفظ به وبالكاف، وهما بمعنى واحد، كما قيل:

ما إنْ نَدِيتُ بشَيْءٍ أنْتَ تَكْرَهُهُ
فأدخل على «ما» وهي حرف جحد «إن» وهي أيضاً حرف جحد، لاختلاف اللفظ بهما، وإن اتفق معناهما توكيداً للكلام، وكما قال أوس بن حَجَر:
وَقَتْلَى كمِثْلِ جُذوعِ نّخيل ْتَغَشّاهُمْ مُسْبِلٌ مُنْهَمِرْ
ومعنى ذلك: كجذوع النخيل، وكما قال الاَخر:
سَعْدُ بْنُ زَيْدٍ إذَا أبْصَرْتَ فَضْلَهُمُما إنْ كمِثْلِهِمِ فِي النّاسِ مِنَ أحَدِ
والأخر: أن يكون معناه: ليس مثل شيء، وتكون الكاف هي المدخلة في الكلام، كقول الراجز:
وَصَالِياتِ كَكَما يُؤْثَفَيْنِ... فأدخل على الكاف كافاً توكيداً للتشبيه.
وكما قال الاَخر:
تَنْفِي الغَيادِيقُ عَلى الطّرِيقِ قَلّصَ عَنْ كَبَيْضَةٍ فِي نِيقِ.
فأدخل الكاف مع «عن»، وقد بيّنا هذا في موضع غير هذا المكان بشرح هو أبلغ من هذا الشرح، فلذلك تجوّزنا في البيان عنه في هذا الموضع.
وقوله: وَهُوَ السّمِيعُ البَصِيرُ يقول جلّ ثناؤه واصفاً نفسه بما هو به، وهو يعني نفسه: السميع لما تنطق به من خلقه قول، البصير لأعمالهم، لا يخفى عليه من ذلك شيء، ولا يعزب عنه علم شيء منه، وهو محيط بجميعه، محصٍ صغيره وكبيره لِتُجْزَى كُلّ نَفْسٍ بِمَا كَسَبَتْ من خير أو شرّ.
- تفسير البغوي

فَاطِرُ السَّمَأوَاتِ وَالْأَرْضِ جَعَلَ لَكُم مِّنْ أَنفُسِكُمْ أَزْوَاجاً وَمِنَ الْأَنْعَامِ أَزْوَاجاً يَذْرَؤُكُمْ فِيهِ لَيْسَ كَمِثْلِهِ شَيْءٌ وَهُوَ السَّمِيعُ البَصِيرُ (الشورى: 11).
قوله تعالى: فَاطِرُ السَّمَأوَاتِ وَالْأَرْضِ جَعَلَ لَكُم مِّنْ أَنفُسِكُمْ أَزْوَاجاً .
من مثل خلقكم حلائل، قيل: إنما قال «مِّنْ أَنفُسِكُمْ» لأنه خلق حواء من ضلع آدم. «وَمِنَ الْأَنْعَامِ أَزْوَاجاً»، أصنافاً ذكوراً وإناثاً، «يَذْرَؤُكُمْ»، يخلقكم، «فِيهِ»، أي: في الرحم. وقيل: في البطن. وقيل: على هذا الوجه من الخلقة. قال مجاهد: نسلاً بعد نسل من الناس والأنعام. وقيل: ((في))، بمعنى الباء، أي: يذرؤكم به. وقيل: معناه يكثركم بالتزويج.
«لَيْسَ كَمِثْلِهِ شَيْءٌ»، ((مثل)) صلة، أي: ليس هو كشيء، فأدخل المثل للتوكيد، كقوله: «فَإِنْ آمَنُواْ بِمِثْلِ مَا آمَنتُم بِهِ فَقَدِ اهْتَدَواْ وَّإِن تَوَلَّوْاْ فَإِنَّمَا هُمْ فِي شِقَاقٍ فَسَيَكْفِيكَهُمُ اللّهُ وَهُوَ السَّمِيعُ الْعَلِيمُ (البقرة: 137)»، وقيل: الكاف صلة، مجازه: ليس مثله شيء. قال ابن عباس ما: ليس له نظير. «وهو السميع البصير».
- تفسير النسفي

فَاطِرُ السَّمَأوَاتِ وَالْأَرْضِ جَعَلَ لَكُم مِّنْ أَنفُسِكُمْ أَزْوَاجاً وَمِنَ الْأَنْعَامِ أَزْوَاجاً يَذْرَؤُكُمْ فِيهِ لَيْسَ كَمِثْلِهِ شَيْءٌ وَهُوَ السَّمِيعُ البَصِيرُ (الشورى: 11). (فَاطِرُ السَّمَأوَاتِ وَالْأَرْضِ) ارتفاعه على انه أحد أخبار ذلكم أو خبر مبتدأ محذوف (جَعَلَ لَكُم مِّنْ أَنفُسِكُمْ) خلق لكم من جنسكم من الناس (أَزْوَاجاً وَمِنَ الْأَنْعَامِ أَزْوَاجاً) أي وخلق للأنعام أيضا من أنفسها أزواجا (يَذْرَؤُكُمْ) يكثركم يقال ذرا الله الخلق بثهم وكثرهم (فِيهِ) في هذا التدبير وهو أن جعل الناس والأنعام أزواجا حتى كان بين ذكورهم وإناثهم التوالد والتناسل واختير فيه على به لأنه جعل هذا التدبير كالمنبع والمعدن للبث والتكثير والضمير في يذرؤكم يرجع إلى المخاطبين والأنعام مغلبا في المخاطبون العقلاء على الغيب مما لا يعقل (لَيْسَ كَمِثْلِهِ شَيْءٌ) قيل أن كلمة التشبيه كررت لتأكيد نفى التماثل وتقديره ليس مثله شيء وقيل المثل زيادة وتقديره ليس كهو شيء كقوله تعالى فان امنوا بمثل ما أمنتم به وهذا لان المراد نفى المثلية وإذا لم تجعل الكاف أو المثل زيادة كان إثبات المثل وقيل المراد ليس كذاته شيء لأنهم يقولون مثلك لا يبخل يريدون به نفى البخل عن ذاته ويقصدون المبالغة في ذلك بسلوك طريق الكناية لأنهم إذا نفوه عمن بسد مسدد فقد نفوه.
- فتح القدير للشوكاني

فَاطِرُ السَّمَأوَاتِ وَالْأَرْضِ جَعَلَ لَكُم مِّنْ أَنفُسِكُمْ أَزْوَاجاً وَمِنَ الْأَنْعَامِ أَزْوَاجاً يَذْرَؤُكُمْ فِيهِ لَيْسَ كَمِثْلِهِ شَيْءٌ وَهُوَ السَّمِيعُ البَصِيرُ (الشورى: 11). (لَيْسَ كَمِثْلِهِ شَيْءٌ) المراد بذكر المثل هنا المبالغة في النفي بطريق الكناية، فإنه إذا نفي عمن يناسبه كان نفيه عنه أولى: كقولهم: مثلك لا يبخل، وغيرك لا يجود، وقيل إن الكاف زائدة للتوكيد: أي ليس مثله شيء، وقيل إن مثل زائدة قاله ثعلب وغيره كما في قوله " فَإِنْ آمَنُواْ بِمِثْلِ مَا آمَنتُم بِهِ فَقَدِ اهْتَدَواْ وَّإِن تَوَلَّوْاْ فَإِنَّمَا هُمْ فِي شِقَاقٍ فَسَيَكْفِيكَهُمُ اللّهُ وَهُوَ السَّمِيعُ الْعَلِيمُ (البقرة : 137) أي بما آمنتم به، ومنه قول أوس بن حجر:
وقتلى كمثل جذوع النخيـ ـل يغشاهم مطر منهمر
أي كجذوع، والأول أولى، فإن الكناية باب مسلوك للعرب ومهيع مألوف لهم، ومنه قول الشاعر: ليس كمثل الفتى زهير خلق يوازيه في الفضائل، وقال آخر:
على مثل ليلى يقتل المرء نفسه وإن بات من ليلى على اليأس طاويا وقال آخر:
سعد بن زيد إذا أبصرت فضلهم فما كمثلهم في الناس من أحد
قال ابن قتيبة: العرب تقيم المثل مقام النفس، فتقول: مثلي لا يقال له هذا: أي أنا لا يقال لي. وقال أبو البقاء مرجحاً لزيادة الكاف: إنها لو لم تكن زائدة لأفضى ذلك إلى المحال، إذ يكون المعنى: أن له مثلاً وليس لمثله مثل، وفي ذلك تناقض، لأنه إذا كان له مثل فلمثله مثل، وهو هو مع أن إثبات المثل لله سبحانه محال، وهذا تقرير حسن، ولكنه يندفع ما أورده بما ذكرنا من كون الكلام خارجاً مخرج الكناية ومن فهم هذه الآية الكريمة حق فهمها وتدبرها حق تدبرها مشى بها عند اختلاف المختلفين في الصفات على طريقة بيضاء واضحة، ويزداد بصيرة إذا تأمل معنى قوله: «وَهُوَ السَّمِيعُ البَصِيرُ» فإن هذا الإثبات بعد ذلك النفي للمماثل قد اشتمل على برد اليقين وشفاء الصدور وانثلاج القلوب فاقدر يا طالب الحق قدر هذه الحجة النيرة والبرهان القوي، فإنك تحطم بها كثيراً من البدع وتهشم بها رؤوساً من الضلالة، وترغم بها آناف طوائف من المتكلفين، ولا سيما إذا ضممت إليه قول الله سبحانه: «يَعْلَمُ مَا بَيْنَ أَيْدِيهِمْ وَمَا خَلْفَهُمْ وَلَا يُحِيطُونَ بِهِ عِلْماً (طه: 110) ً» فإنك حينئذ قد أخذت بطرفي حبل ما يسمونه علم الكلام وعلم أصول الدين: ودع عنك نهباً صيح في حجراته ولكن حديث ما حديث الرواحل.
- تفسير الثعالبي المسمى بالجواهر الحسان في تفسير القرآن[8]

فَاطِرُ السَّمَأوَاتِ وَالْأَرْضِ جَعَلَ لَكُم مِّنْ أَنفُسِكُمْ أَزْوَاجاً وَمِنَ الْأَنْعَامِ أَزْوَاجاً يَذْرَؤُكُمْ فِيهِ لَيْسَ كَمِثْلِهِ شَيْءٌ وَهُوَ السَّمِيعُ البَصِيرُ (الشورى: 11).
وجه وقوله تعالى (لَيْسَ كَمِثْلِهِ شَيْءٌ) الكاف موكدة للتشبيه فنفي التشبيه أوكد ما يكون وذلك أنك تقول زيد كعمرو وزيد مثل عمرو فإذا أرادت المبالغة التامة قلت زيد كمثل عمرو وجرت الآية في هذا الموضع على عرف كلام العرب وعلى هذا المعنى شواهد كثيرة وذهب الطبري وغيره إلى أن المعنى ليس كهو شيء وقالو لفظة مثل في الآية توكيد وواقعة موقع هو.
مشكل إعراب القرآن
فَاطِرُ السَّمَأوَاتِ وَالْأَرْضِ جَعَلَ لَكُم مِّنْ أَنفُسِكُمْ أَزْوَاجاً وَمِنَ الْأَنْعَامِ أَزْوَاجاً يَذْرَؤُكُمْ فِيهِ لَيْسَ كَمِثْلِهِ شَيْءٌ وَهُوَ السَّمِيعُ البَصِيرُ (الشورى: 11).
«فَاطِرُ» خبر رابع، جملة «جَعَلَ» خبر خامس، الجار «لَكُم» متعلق بالمفعول الثاني المقدر، الجار «مِّنْ أَنفُسِكُمْ» متعلق بحال من «أَزْوَاجاً»، قوله «وَمِنَ الْأَنْعَامِ»: الواو عاطفة، والجار متعلق بحال من «أَزْوَاجاً»، و«لها»: المقدرة متعلقة بالمفعول الثاني المقدر، و«أَزْوَاجاً» الثاني: معطوف على الأول، والتقدير: ومن الأنعام لها أزواجا، وجملة «يَذْرَؤُكُمْ» حال من فاعل «جَعَلَ»، والجار «فِيهِ» متعلق بـ«يَذْرَؤُكُمْ»، وجملة «لَيْسَ كَمِثْلِهِ شَيْءٌ» خبر سادس، والكاف زائدة، و«مثله» خبر ليس، و«شيء» اسمها، وجملة «وَهُوَ السَّمِيعُ البَصِيرُ» معطوفة على جملة «ليس كمثله شيء».
- إعراب القرآن للزجّاج

وأما قوله «لَيْسَ كَمِثْلِهِ شَيْءٌ» فالكاف زائدة، والتقدير ليس مثله شيء، لأن حمله على الظاهر يوجب إثبات المثل.
- مشكل إعراب القرآن[10]

قوله (لَيْسَ كَمِثْلِهِ شَيْءٌ) الكاف حرف جر و (شَيْءٌ) اسم ليس و (كَمِثْلِهِ) الخبر.
- مشكل إعراب القرآن[11]

جاء في الباب: الحادي والستون باب ما جاء في التنزيل من حذف هو من الصلة
ومنه قوله تعالى: «إِنَّ الَّذِينَ كَفَرُواْ سَوَاءٌ عَلَيْهِمْ أَأَنذَرْتَهُمْ أَمْ لَمْ تُنذِرْهُمْ لاَ يُؤْمِنُونَ (البقرة: 6)» يحرك هنا شيئان: الابتداء بالنكرة أو أن تقدر الجملة تقدير المفرد فتجعله مبتدأ وإن لم يكن في اللفظ فإما أن تقدر: الإنذار وترك الإنذار سواء أو تقدر: سواء عليهم الإنذار وتركه.
ولما كان هذا الكلام على هذا التجاذب قرأ من قرأ سورة يس: «وَسَوَاء عَلَيْهِمْ أَأَنذَرْتَهُمْ أَمْ لَمْ تُنذِرْهُمْ لاَ يُؤْمِنُونَ (يس: 10)».
فجعل " سواء دعاء كما كان ويل وويح وويس وجندلٌ وترب كذا.
ومما تجاذبه شيئان من هذا الجنس قوله تعالى: «وَمِنْ آيَاتِهِ يُرِيكُمُ الْبَرْقَ خَوْفاً وَطَمَعاً وَيُنَزِّلُ مِنَ السَّمَاءِ مَاءً فَيُحْيِي بِهِ الْأَرْضَ بَعْدَ مَوْتِهَا إِنَّ فِي ذَلِكَ لَآيَاتٍ لِّقَوْمٍ يَعْقِلُونَ (الروم: 24)» فتحمله على حذف الموصوف أو على حذف أن وكلاهما عنده كما ترى إلا أن حذف الموصوف أكثر من حذف أن.
ومنه قوله تعالى: «وَمِمَّنْ حَوْلَكُم مِّنَ الأَعْرَابِ مُنَافِقُونَ وَمِنْ أَهْلِ الْمَدِينَةِ مَرَدُواْ عَلَى النِّفَاقِ لاَ تَعْلَمُهُمْ نَحْنُ نَعْلَمُهُمْ سَنُعَذِّبُهُم مَّرَّتَيْنِ ثُمَّ يُرَدُّونَ إِلَى عَذَابٍ عَظِيمٍ (التوبة: 101)» إما أن تقدر: وَمِمَّنْ حَوْلَكُم مِّنَ الأَعْرَابِ مُنَافِقُونَ مَرَدُواْ وَمِنْ أَهْلِ الْمَدِينَةِ أو تقدر:
وَمِنْ أَهْلِ الْمَدِينَةِ إن مردوا.
ومن ذلك قوله: «لَيْسَ كَمِثْلِهِ شَيْءٌ» إما أن تقدر ليس كصاحب صفته فتضمر المضاف أو تقدر زيادة الكاف.
- إملاء مامن به الرحمن من وجوه الاعراب والقراء‌ات في جميع القرآن[12]

فَاطِرُ السَّمَاوَاتِ وَالْأَرْضِ جَعَلَ لَكُم مِّنْ أَنفُسِكُمْ أَزْوَاجاً وَمِنَ الْأَنْعَامِ أَزْوَاجاً يَذْرَؤُكُمْ فِيهِ لَيْسَ كَمِثْلِهِ شَيْءٌ وَهُوَ السَّمِيعُ البَصِيرُ (الشورى: 11).
قوله تعالى (فَاطِرُ السَّمَاوَاتِ) أي هو فاطر، ويجوز أن يكون خبرا آخرا، ويقرأ بالجر بدلا من الهاء في عليه، والهاء في (فِيهِ) ضميرا لجعل، والفعل قد دل عليه. ويجوز أن يكون ضمير المخلوق الذي دل عليه يذرؤكم: والكاف في (كَمِثْلِهِ) زائدة: أي ليس مثله شئ، فمثله خبر ليس، ولو لم تكن زائدة لأفضى إلى الحال إذ كان يكون المعنى أن له مثلا، وليس لمثله مثل، وفي ذلك تناقض لأنه إذا كان له مثل فلمثله مثل، وهو هو مع أن إثبات المثل لله سبحانه محال، وقيل مثل زائدة، والتقدير: ليس كهو شئ كما في قوله تعالى «فَإِنْ آمَنُواْ بِمِثْلِ مَا آمَنتُم بِهِ فَقَدِ اهْتَدَواْ وَّإِن تَوَلَّوْاْ فَإِنَّمَا هُمْ فِي شِقَاقٍ فَسَيَكْفِيكَهُمُ اللّهُ وَهُوَ السَّمِيعُ الْعَلِيمُ (البقرة: 137)» وقد ذكر وهذا قول بعيد.